# Pumpkin (groupe)
Pour les articles homonymes, voir Pumpkin.
Pumpkin (パンプキン) est un duo féminin de J-pop, actif de 1987 à 1990, composé de deux idoles japonaises: Mikako Shiroyama (城山美佳子, née le 29 septembre 1969), et Chiharu Hayashi (林千春, née le 22 mai 1970), remplacée plus tard par Masumi Ogawa (小川真澄, née le 6 mai 1972). Pumpkin interprète notamment les génériques de fin originaux de la série anime Sous le signe des Mousquetaires en 1987 et 1988.
Mikako Shiroyama était aussi actrice, et continue depuis dans cette activité.

## Discographie

### Singles
- 1987.11.18 : Pledge Heart (Thème de fin de la série anime Sous le signe des Mousquetaires)
- 1988.04.21 : Taiyo no Halation (Thème de fin de la série anime Sous le signe des Mousquetaires)
- 1989.03.01 : Soyo Kaze no Kishi
- 1989.05.21 : Koi wa Omakase
- 1989.06.21 : El Plu Taisou
- 1990.05.21 : Kanjirun desu

### Albums
- 1988.06.21 : Pumpkin Gakuen (mini-album sur K7)
- 1989.06.21 : Elle to Plu

## Liens
- (en) Fiche Pumpkin sur idollica
- (ja) Fiche de Mikako Shiroyama sur le site de son agence